# Pointe à Latanier
Ne doit pas être confondu avec Pointe Latanier.
La pointe à Latanier est un cap de Guadeloupe.

## Géographie
Il se situe à l'est de la plage des Amandiers qu'il sépare de Anse Vinty. 